# Repubblica di Massa
La Repubblica di Massa fu uno Stato indipendente esistito dal 1225 al 1336. Venne fondata nell'odierna città di Massa Marittima e si espanse fino a coprire un'area corrispondente all'attuale alta Maremma Grossetana. 
Rappresentò un'importante piazza commerciale, attraverso il suo fiorente distretto minerario, grazie ai giacimenti di rame, allume ed argento di cui era ricco il proprio territorio.

## Storia

### Nascita della Repubblica di Massa di Maremma

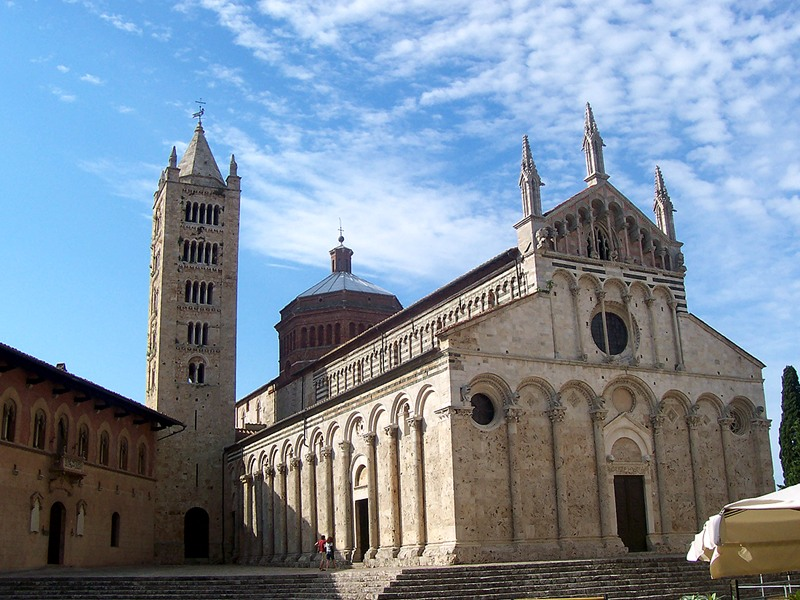
Duomo di Massa Marittima, edificato a partire dal XI secolo e terminato nel XIV

La crescita dell'abitato di Massa di Maremma è dovuto allo spostamento della sede vescovile populoniese nella città. L'antica città di Populonia legava principalmente la sua economia alla lavorazione del ferro grezzo, trasportato per nave dalle miniere dell'Isola d'Eba, fin dal periodo etrusco e romano. Tuttavia a causa dell'aumento delle incursioni piratesche ed al concomitante sviluppo delle attività minerarie nell'entroterra, Populonia entrò in un periodo di forte decadenza che portò ad un mutamento degli equilibri territoriali nella zona. Di questo processo secolare beneficiò molto la città di Massa che, dall'XI secolo assistette allo spostamento della sede vescovile dentro le sue mura.
Grazie alla sua posizione strategica era infatti possibile controllare una vasta area delle Colline Metallifere ricca di metalli preziosi. Questa fortunata caratteristica permise lo sviluppo del borgo ai piedi del castello di Monteregio, dominio signorile del vescovo, e nella zona della piazza in cui oggi sorgono i maggiori palazzi cittadini ed il Duomo, dedicato a San Cerbone, antico vescovo di Populonia.
In seguito ad una serie di donazioni di castelli e terre vicine alla città il potere temporale della sede vescovile crebbe e dal 1196 i vescovi cominciarono a chiamarsi "Principi di Massa".
L'avvento del XIII secolo aprì un periodo florido per Massa, che vide la sua popolazione crescere rapidamente, grazie ad un miglioramento delle condizioni di vita, ad una maggiore sicurezza delle miniere e alle aumentate ricchezze degli abitanti. 
Il 21 aprile 1216, per volontà del vescovo-principe Alberto II, Massa Marittima giura fedeltà a Pisa per godere della sua protezione militare.
Questa grande ascesa economica, sospinta in modo particolare dalla ripresa delle attività minerarie, in concomitanza invece con un progressivo indebitamento dei vescovi, rese possibile la nascita del Comune di Massa, sotto la forma di Repubblica cittadina. Con previo accordo tra il vescovo Alberto II e i Massetani del 31 luglio 1225, rogato dal notaio imperiale Rolando, il principe vescovo rinunciò pubblicamente al suo governo sulla città in cambio del pagamento del debito di seimila libbre di denari pisani che egli aveva contratto con prestatori senesi. Il 1° di novembre dello stesso anno, giorno di Ognissanti, mentre i Massetani a Montieri pagavano mille marche d'argento di Massa a Ranieri di Raullo e compagni di Siena per saldare il debito del vescovo, il vicedomino Sigerio di Orlandino Galleana fu nominato primo podestà della Repubblica.

### Ascesa economica di Massa e la lega con la Repubblica di Siena

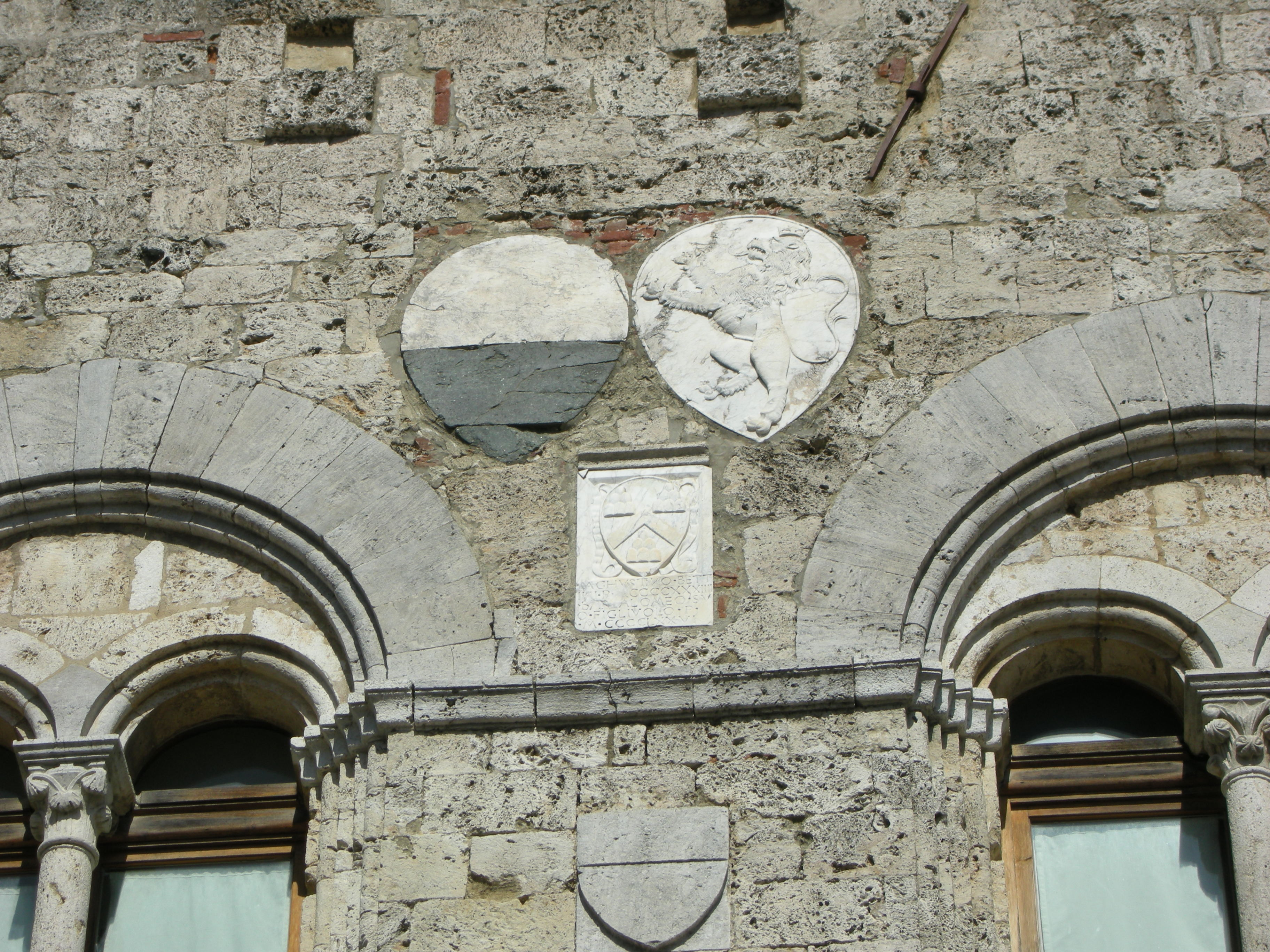
Il leone rampante di Massa (a destra) e la balzana del comune di Siena (a sinistra) sul Palazzo del Podestà, a simboleggiare la lega tra le due Repubbliche

Dal 1241 gli equilibri politici cittadini portarono la Repubblica Massetana ad un progressivo avvicinamento alla Repubblica di Siena, sancito da una alleanza ufficiale tra le due. Massa Marittima fece fede agli accordi e nel 1260 sostenne l'amica Siena alla battaglia di Monteaperti, con un contingente di 100 soldati. L'alleanza massetano-senese divenne poi una vera e propria lega, offensiva e difensiva, a partire dal 16 marzo 1264.
Lo stesso anno gli eserciti, senese e massetano, marciarono insieme su Campiglia Marittima, che si era ribellata a Siena.
Lo scontro politico tra i ghibellini e i guelfi massetani portò la Repubblica di Siena ad erigersi come garante della pace interna della città, scossa da forti conflitti tra la nobile famiglia dei Pannocchieschi ed il comune. Nel 1276 si pervenne così a un ampio trattato di alleanza, nel quale si stabiliva, tra l'altro, che Massa dovesse essere retta, per vent'anni, da podestà senesi.
La Repubblica Massetana partecipò alla coalizione guelfa formata da Firenze e Siena per attaccare la città di Arezzo, colpevole di aver cacciato dal suo territorio gli esponenti guelfi. Dopo aver attaccato vari castelli minori ed aver assediato Arezzo, l'esercito senese e massetano, forte di 3000 fanti e 400 cavalieri, venne sconfitto da quello aretino alle Giostre del Toppo il 26 giugno 1288. Massa però riuscì a vendicare questa sconfitta con la vittoria di Campaldino dell'anno successivo, dove la coalizione guelfa sconfisse l'esercito ghibellino guidato da Arezzo.
Nel 1313 la Repubblica Massetana sostenne la Repubblica di Siena in un'azione militare nel territorio pisano fino a Piombino per liberare l'alleata Lucca, che allora faceva parte della lega guelfa, dall'assedio guidato da Uguccione della Faggiola.

### Ostilità con Siena per Gerfalco e Montieri
Nel 1317 nacquero delle controversie tra Siena e Massa per il possesso del castello di Gerfalco. Dopo varie trattative e contrasti con i Pannocchieschi per il possesso di quella, la nobile famiglia decise di donare il paese rinunciando ai loro diritti su di esso e la Repubblica Massetana approfittò della situazione ed occupò immediatamente il borgo. Tuttavia questo atto, contrario agli interessi senesi, che si facevano forti di un diritto di proprietà, mosse Siena ad inviare in Maremma i suoi ambasciatori. Visto il rifiuto di Massa, venne rotta la lega tra le due città e la Repubblica di Siena dichiarò di voler prendere Gerfalco con la forza. L'esercito senese giunse quindi a Gerfalco, guidato dal capitano Paolo di Guido Baglioni ed assediò il castello, finché il 30 giugno 1318 il Consiglio della Repubblica Massetana deliberò di rendere il borgo, in modo da appacificare i due stati e stringere nuovamente una lega.
Tuttavia il dissidio nei cittadini massetani non era sopito, tanto che in città scoppiò una rivolta, guidata da Niccoluccio Todini, che defenestrò il podestà senese Niccoluccio Mignanelli. Per non far scoppiare una guerra il senato decise di esiliare il capo della rivolta.

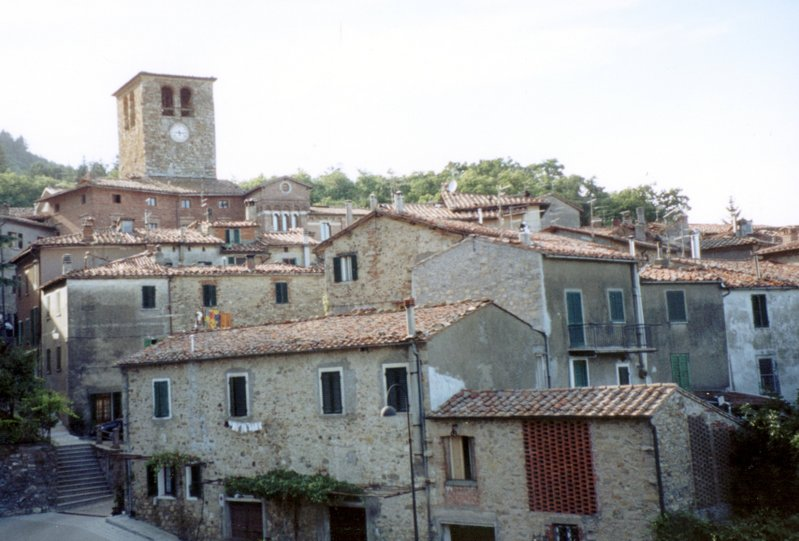
Montieri, le sue ricche miniere di argento attirarono le mire di Siena, Massa e Volterra

Nel 1326 sorse una disputa per il controllo di Montieri tra Volterra, Siena e Massa. Quest'ultima, attirata dalle ricche miniere d'argento e dai loro profitti, occupò militarmente il distretto di Montieri in forza di un diploma imperiale del 1160 con il quale Federico Barbarossa riconosceva alla città della Maremma i diritti su quella terra. Massa però non poté giovarsi a lungo di questa conquista perché già l'anno successivo si trovò costretta a riconoscere alla Repubblica di Siena la metà del castello e delle miniere, dopo il ricevimento di un ultimatum da parte degli ambasciatori senesi.

### La fine della Repubblica di Massa

#### La Guerra di Massa
Nel 1330 Firenze fomentò Massa a rivoltarsi contro Siena, venne cacciato il podestà senese ed al suo posto fu nominato il fiorentino Lanzante Foraboschi. L'esercito senese attaccò i territori della Repubblica Massetana prendendo Perolla, Gavorrano, Colonna e Monterotondo (probabilmente corrompendone i soldati). Visto l'andamento del conflitto, in Massa fu nominato il senese Niccolò Cerretani, per raggiungere una tregua. La proposta venne però rifiutata da Siena, decisa ormai a sottomettere la città di Massa. 
Il 12 dicembre 1330 le truppe della Repubblica di Siena assaltarono la città corrompendo alcuni componenti delle famiglie Ghiozzi e Galluti, per far penetrare in città l'esercito tramite le porte dei loro palazzi. Ma scoperto il tradimento, l'attacco fu sventato, le truppe senesi furono affrontate nell'attuale via Valle Aspra e respinte. 
Vedendosi circondati dai senesi divenuti ormai ostili, Massa decise di chiedere soccorso alla Repubblica di Pisa, ponendosi sotto la sua protezione. Il 3 giugno 1331 venne quindi sancita una lega tra le due città, in funzione anti-senese, accogliendo nelle mura di Massa il capitano pisano Dino della Rocca. 

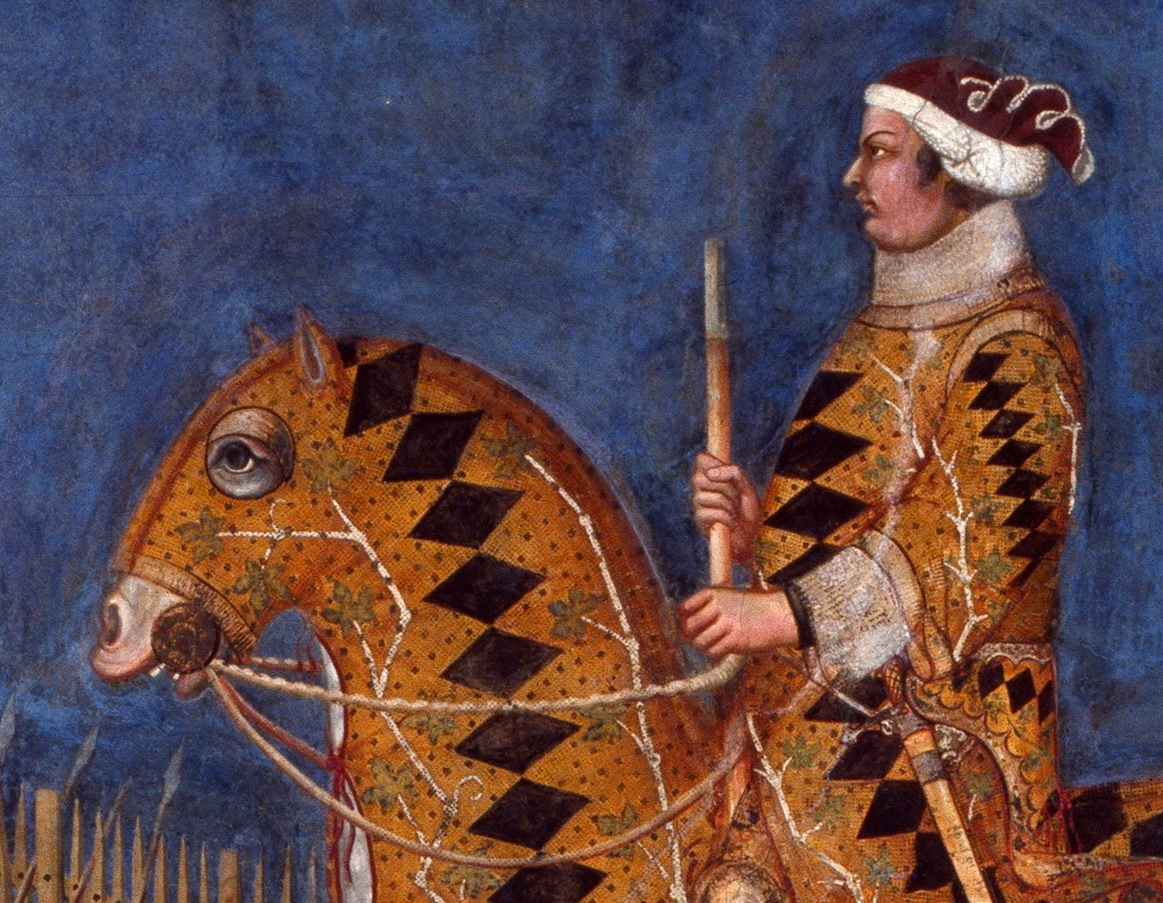
Guidoriccio da Fogliano, comandante dell'esercito senese nella battaglia di Giuncarico.

Le truppe pisano-massetane, forti di 200 cavalieri e 2000 fanti, uscirono da Massa per riconquistare i castelli occupati. Il 14 dicembre 1332, nella piana di Giuncarico si scontrarono con le truppe nemiche, forti di 400 cavalieri e 2000 fanti, guidate dal Capitano di Guerra della Repubblica di Siena Guidoriccio da Fogliano e da Moscata Piccolomini. I massetani riuscirono a cogliere di sorpresa le truppe di Moscata Piccolomini, che dovettero inizialmente indietreggiare. Il retrocedere delle truppe senesi, male interpretato da Dino della Rocca provocò la decisione di inseguire il nemico, creduto in rotta. I massesi si lanciarono disordinatamente addosso ai senesi, perdendo compattezza, in specie al contrattacco senese che ormai aveva ripreso posizione. I massetani uscirono sconfitti dallo scontro, perdendo 200 soldati, 6 vessilli militari ed il capitano Dino della Rocca, che fu fatto prigioniero insieme ad altri 200 soldati.

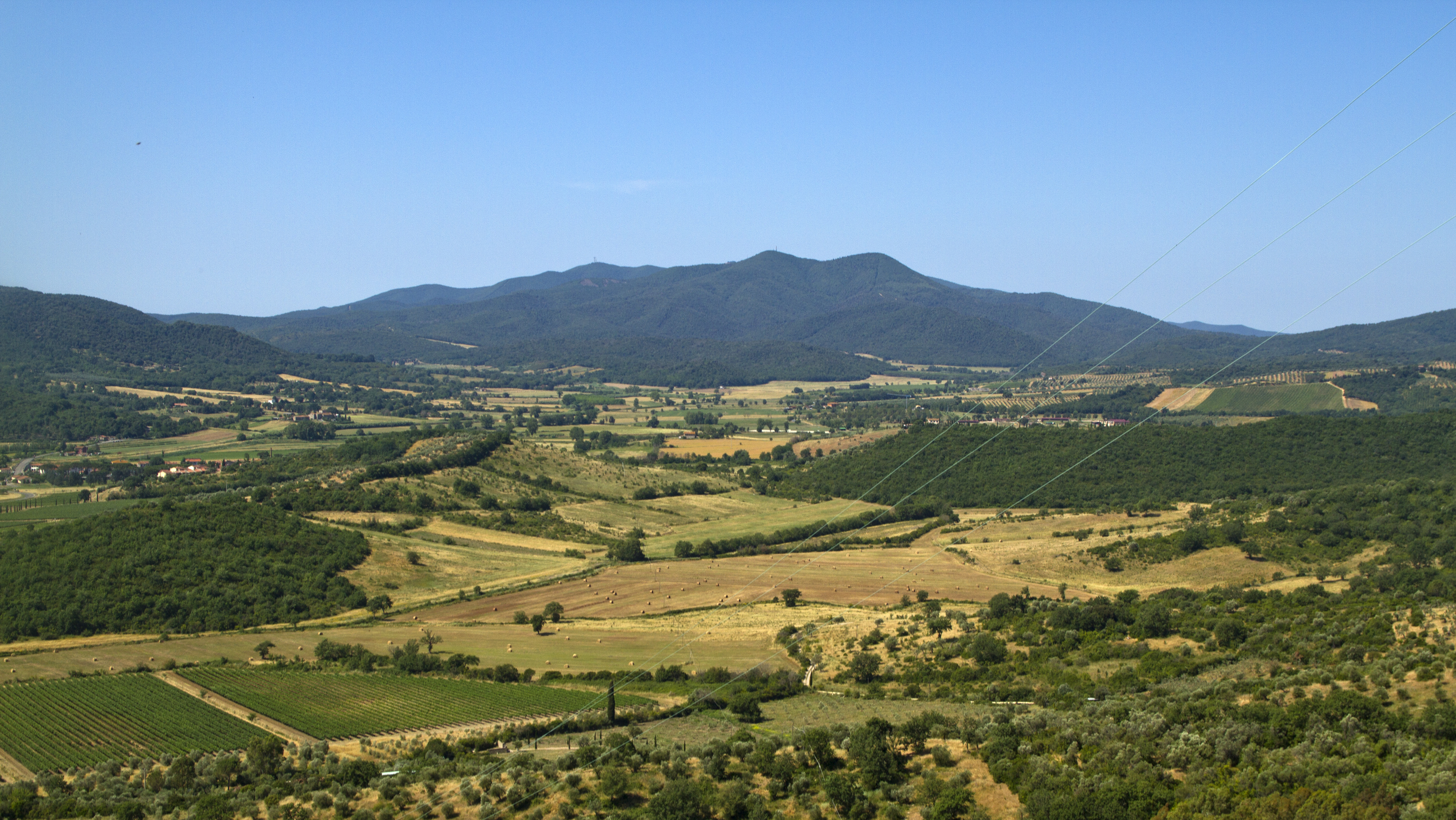
La piana di Giuncarico, dove il 14 dicembre 1332 si svolse la battaglia campale tra le milizie pisano-massetane guidate da Dino della Rocca e le truppe senesi guidate da Guidoriccio da Fogliano

La sconfitta di Giuncarico costrinse la Repubblica Massetana a chiedere una tregua di due mesi al nemico per la grande carestia e penuria di beni che ne seguì. Nonostante la posizione di superiorità in cui l'esercito senese si trovava dopo la vittoria campale per tentare un attacco diretto a Massa, venne deciso di accettare la proposta. Il prolungamento dello stato di guerra avrebbe indebolito ulteriormente l'avversario.
In seguito a nuove richieste di aiuto inviate a Pisa, giunse in Maremma un esercito di 800 cavalieri guidato dal fuoriuscito fiorentino Ciupo Scolari, con i capitani Roberto dalla Rocca, Piero delle Statere, Cellino dal Colle e Benedetto Maccaione dei Gualandi. Dopo aver inizialmente tentato di assediare Paganico il capitano diresse le sue truppe dentro il territorio senese, bruciando e saccheggiando la campagna. Ciupo Scolari condusse altre devastazioni nei pressi della rocca di Gonfienti, a Pieve a Cappiano, a Montepescini e a Bagno a Macereto. Nel febbraio del 1333 prese poi la via di Orgia, Stigliano e Torri; giunse a Rosia e si avvicinò a Siena mettendo a ferro e fuoco tutti i castelli, i villaggi e le case incontrate nel suo cammino per poi tornare a Massa. 
Il capitano di guerra di Siena, Guidoriccio da Fogliano, sebbene fosse superiore di forze, disponendo di un esercito formato da 800 cavalieri e 7000 fanti (dopo gli aiuti giunti da Arezzo e Perugia), decise di evitare lo scontro campale, limitandosi a tallonare il nemico. Questa sua prudenza fu vista come eccessiva e per questo suo comportamento si sospettò successivamente di intelligenza con Pisa. 
Il protrarsi della guerra tra la Repubblica di Massa, Pisa e Siena, preoccupava la parte guelfa della Toscana. Firenze volle quindi intervenire per promuovere la pace e fece pressione sul Papa Giovanni XXII affinché nominasse il proprio vescovo come paciere al di sopra delle parti. Il 4 settembre 1333 fu firmato a Firenze un trattato di pace, frutto del compromesso tra le parti: le truppe di Pisa avrebbero lasciato libero il territorio massetano, Siena avrebbe dovuto restituire le terre occupate durante la guerra e la Repubblica di Firenze veniva nominata signoria a guardia della Repubblica Massetana per tre anni. 
Con la firma dei trattati di pace, tramite il lodo vescovile di Firenze, venne data la possibilità a tutti i cittadini, fuggiti o cacciati durante il periodo bellico, di rientrare nelle proprie città. Questo dette la possibilità di ritornare nelle proprie abitazioni anche ai fuoriusciti massetani filo-senesi, che per questo fatto erano stati esiliati. 
Fu così che i membri delle famiglie Ghiozzi e Galluti rientrarono in possesso dei propri beni, confiscati per tradimento, dopo il fallito assalto del 12 dicembre 1330. 

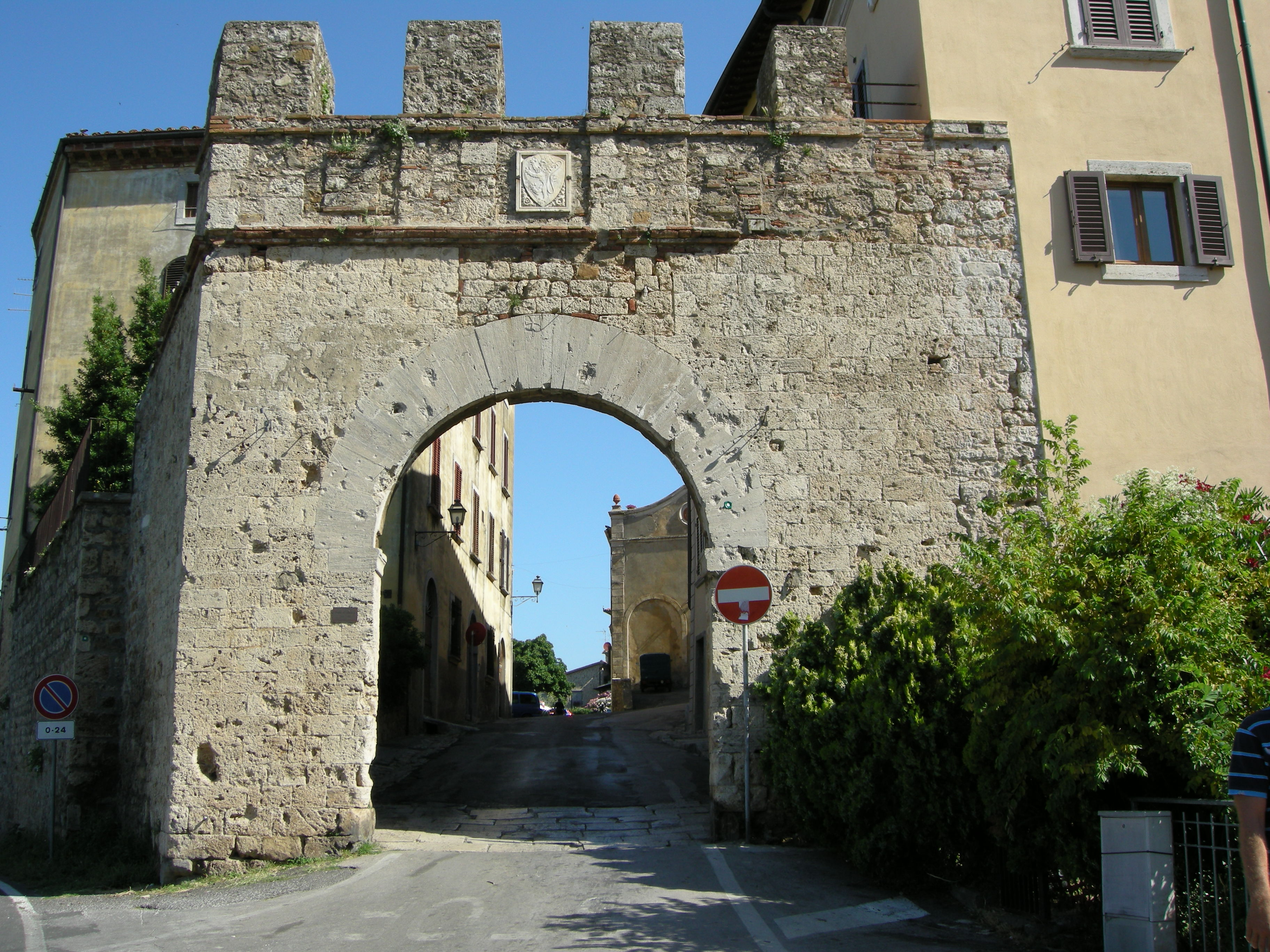
Porta al Salnitro, punto da cui la mattina del 24 agosto 1335 penetrarono le truppe della Repubblica di Siena, in seguito al tradimento dei Ghiozzi e dei Galluti.

La fazione filo-senese, guidata dai Ghiozzi e Galluti, riprese contatto con l'esercito senese, in quel momento impegnato in Maremma, per la pacificazione definitiva di Grosseto, dopo le sommosse verificatesi in città per opera di Abbatino degli Abati del Malia. Sfruttando la prossimità dell'esercito senese ai territori massetani venne quindi ordinato un attacco a sorpresa, che trovò, con la complicità della fazione filo-senese, aperta la Porta all'Arialla (la attuale Porta al Salnitro) a notte inoltrata. Fu così che la mattina del 24 agosto 1335 l'esercito della Repubblica di Siena, guidato dal capitano Jacopo Gabrielli, entrò in città sorprendendo i cittadini nel sonno. 
Le famiglie dei Todini, Beccucci e Butigni riuscirono però a sfuggire e si barricarono nella rocca della Città Nuova, in attesa di rinforzi da Pisa, che non giunsero. Dopo più di un anno di assedio venne firmata dagli ambasciatori massetani la capitolazione, che il 5 ottobre 1336 mise fine alla repubblica di Massa.
Nel periodo successivo, di dominazione della Repubblica di Siena, fu tentata un'ulteriore rivolta nel 1338, guidata da Francesco Luti e dal messer Ciambellano, che riuscì in un primo momento a cacciare il podestà senese Francesco Malavolti, ma successivamente fu sedata con l'arrivo da Siena di 500 soldati guidati da Francesco Accarigi. I capi della ribellione vennero condannati a morte, mentre gli altri sostenitori subirono multe pecuniarie. In seguito a questi avvenimenti il governo della Repubblica di Siena decise la costruzione del Cassero Senese e di un nuovo tratto di mura che dividesse Città Nuova e Città Vecchia, in modo da impedire ogni nuovo tentativo di rivolta.

## Governo
La repubblica Massetana era governata da sette Anziani e dal Gonfaloniere di Giustizia, coadiuvato da nove signori che formavano il Governo, e che a turno ogni quindici giorni erano definiti i Priori, due effettivi ed uno supplente.
Un podestà, o Capitano, con Vicario o Giudice Assessore, un Giudice degli Appelli e un Consiglio Maggiore nominato dai nove signori ogni 18 dicembre, e composto da 90 consiglieri, con età minima di 25 anni, di cui 30 per ogni terziere della città.
Ogni 200 cittadini di ciascun terziere, dai 20 ai 50 anni, costituiva una Società di Popolo o Milizie, e a ogni necessità, avevano l'onere di precipitarsi nella pubblica piazza, dove avevano l'obbligo di riunirsi tutti i cittadini per porsi ai loro ordini in difesa della Repubblica.

## Politica estera

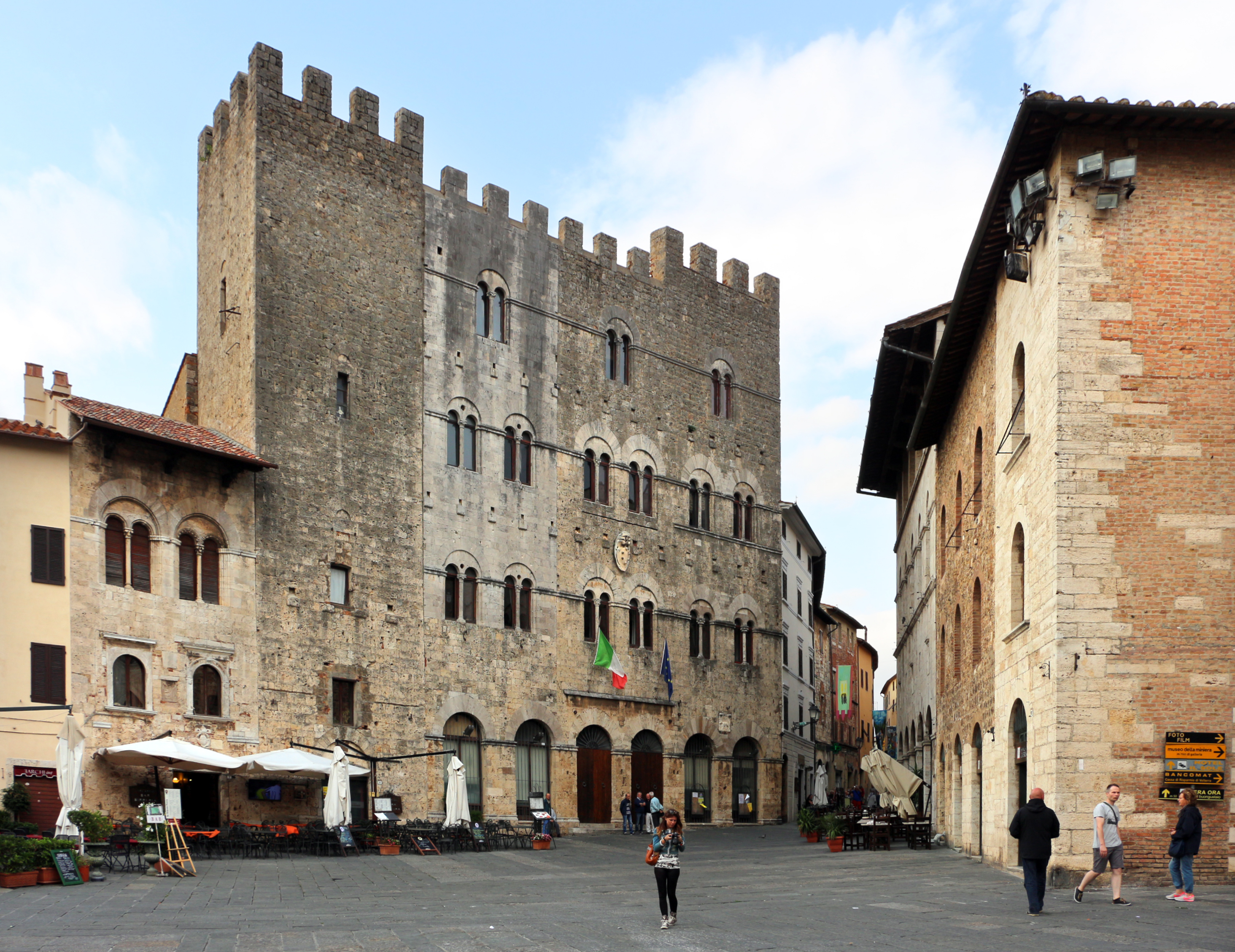
Palazzo Comunale di Massa Marittima.

In un periodo di forte contrapposizione politica tra l'Imperatore ed il Papa, Massa si trovò ad assumere quasi sempre posizioni vicine alle repubbliche di Pisa e di Siena, le due potenze confinanti. Questa caratteristica, dettata ovviamente dalla disparità di forze organizzative e militari in sfavore di Massa, portarono la Repubblica Massetana ad essere di fazione ghibellina fino al 1280 e successivamente guelfa. Tuttavia un comportamento del genere era tenuto solo per motivazioni di politica estera di vicinanza a Siena: la maggioranza dei cittadini massetani era infatti di parte guelfa. Una tale situazione portò ad una crescente rivalità interna con la maggiore famiglia nobile massetana dei Pannocchieschi, di parte ghibellina, che con forza si intrometteva negli affari cittadini, schierandosi contro la città che li ospitava, finché Massa non li bandì e confiscò i loro beni. I Pannocchieschi, che erano fortemente appoggiati a Siena, si posero sotto la tutela senese consentendo una forte intromissione della città toscana negli affari massetani. Nel 1263, per vendicare i Pannocchieschi banditi, Siena intervenne energicamente e costrinse Massa ad esiliare quei suoi cittadini che furono nemici della famiglia ghibellina e con la lega senese-massetana del 1276 poterono rientrare a Massa. 
Nonostante la politica estera perseguita da Massa sia stata per molto tempo di buon vicinato, sia con Pisa che con la Repubblica di Siena, furono invece frequenti le rivalità con il comune di Volterra. Nel 1250 le inimicizie si inasprirono a tal punto che Volterra dichiarò guerra alla Repubblica Massetana, la quale chiamò in aiuto Siena che intervenne per evitare il conflitto e pacificare le due città toscane. Nonostante l'interposizione senese la rivalità con Volterra rimase molto forte, tanto che si arrivò ad una seconda pace firmata il 16 ottobre 1270. Una vera e propria normalizzazione dei rapporti arrivò soltanto dal 3 febbraio 1288, quando entrambe le città si trovarono nella stessa lega guelfa.
Nel 1318 ci furono dei conflitti con Pisa ed i nobili Appiani per il controllo del castelli di Valle e di Montioni Vecchio, che si risolsero con dei compromessi politici tra le parti con il pagamento di un tributo annuo al Vescovo di Massa.

## Economia

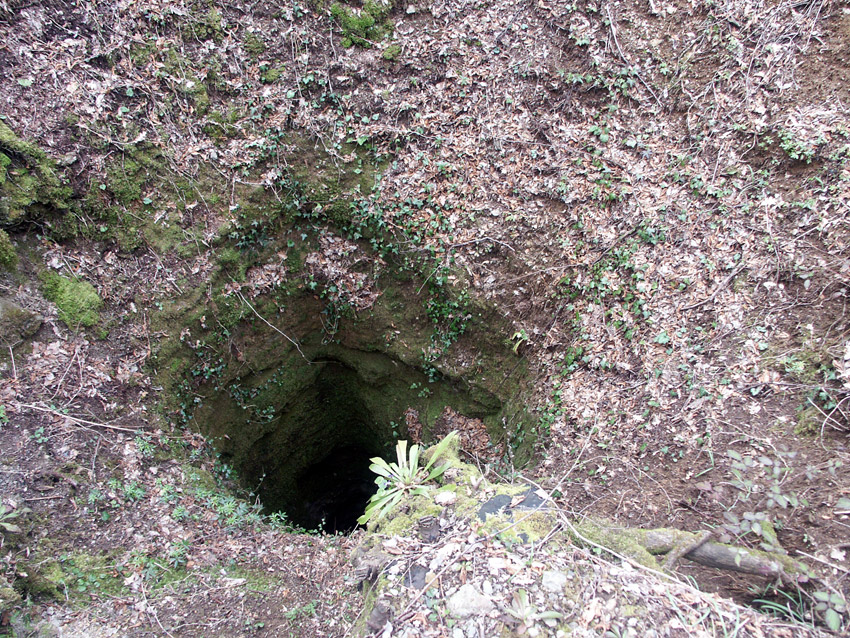
Antico pozzino minerario della Valle dello Stregaio, testimonianza dell'attività estrattiva medievale che ha segnato il territorio della Repubblica di Massa.

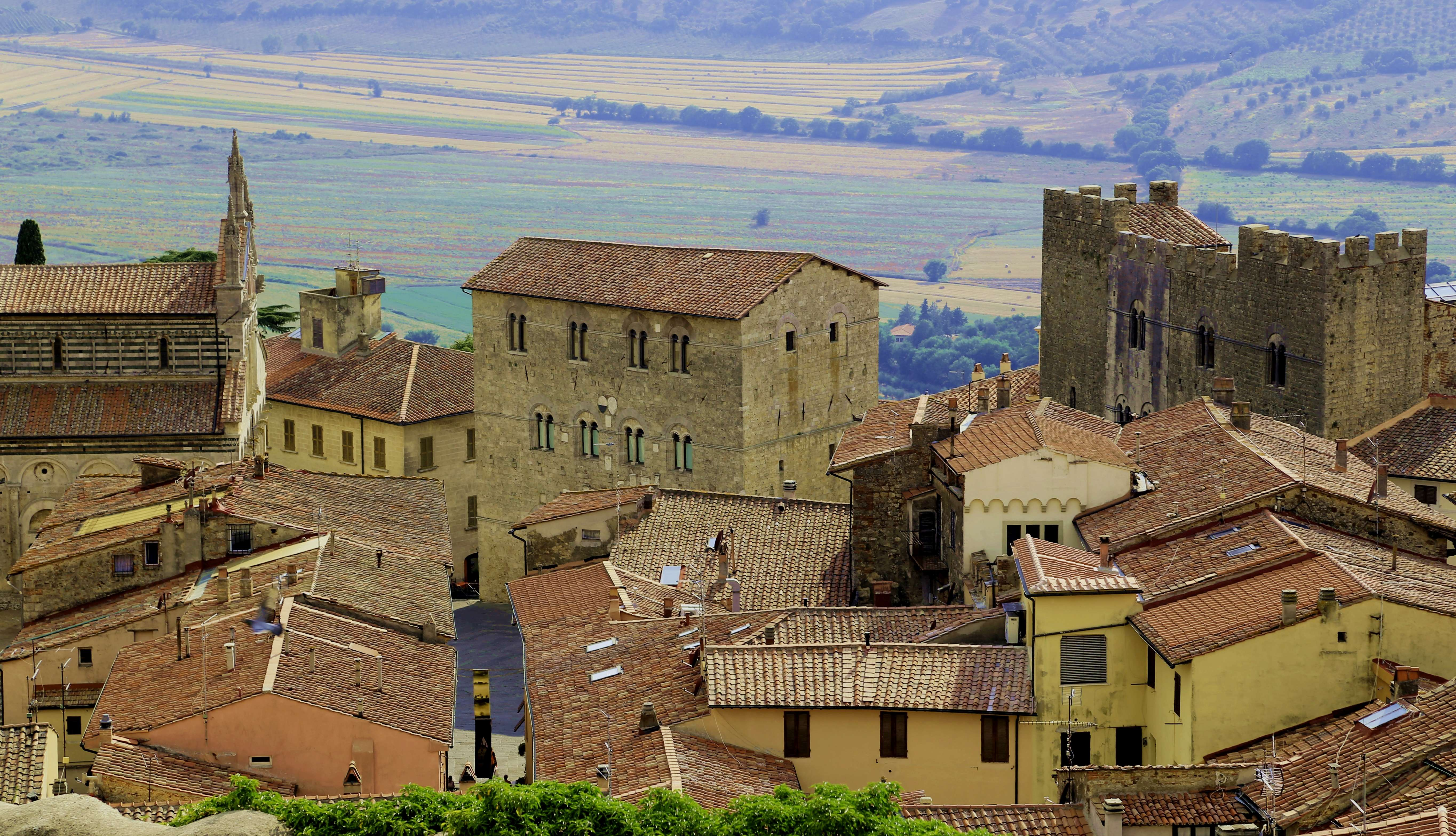
La Cattedrale di San Cerbone, il Palazzo del Podestà ed il Palazzo Comunale, dominano la vallata ai piedi di Massa di Maremma.

Il territorio del contado della Repubblica Massetana è stato plasmato dalle attività di tipo estrattivo e metallurgiche. Queste attività estremamente complesse avevano bisogno di una struttura giuridica che garantisse una regolamentazione, perché in modo efficiente fossero ottenuti prodotti commerciabili la cui purezza fosse assicurata. Nel corso del XIII secolo nacque quindi l'esigenza di creare un testo ufficiale in modo da raccogliere le consuetudini e le informazioni che si erano accumulate in secoli di attività estrattiva. Questa volontà cittadina portò alla stesura del Codice Minerario massetano, di tale importanza per la legislazione dell'economia locale da essere inserito nello statuto comunale di Massa di Maremma del 1311-1325. Il Codice rappresenta uno dei più antichi documenti di legislazione mineraria d'Europa, essendo stato steso prima del 1294, più giovane solamente di quello di Trento (1227), Hierges e Iglau (1249).
La legislazione massetana in tema estrattivo rappresentò il modello di ispirazione per analoghi documenti delle altre potenze toscane, come il Codice senese del XIV secolo e quello pisano del 1302 relativo alle miniere sarde di Iglesias ed a quelle di ferro dell'Isola d'Elba.
L'organizzazione minuziosa doveva garantire alle miniere massetane una produzione di valore. I magistri montis del comune di Massa sovrintendevano agli scavi, mentre altri ufficiali comunali, tra cui i guerchi, dagli specialisti provenienti dalla Germania (werker), sorvegliavano la commercializzazione del prodotto finito e la sua lavorazione intermedia. Per riuscire a sostenere le forti spese necessarie per l'attività di produzione dei metalli venivano create delle compagnie minerarie, partecipate da imprenditori e minatori per quote di capitale. La contabilità di tutto il procedimento veniva poi registrata ufficialmente nei libri contabili del comune di Massa di Maremma.
Nell'eventualità in cui un cittadino avesse scoperto un nuovo giacimento minerario, sarebbe stato suo diritto poter ricavare utili dal suo sfruttamento. Per godere di questo diritto era obbligatoria la segnalazione del giacimento con un particolare cartello a forma di croce, da collocare nel punto in cui sarebbero iniziati (entro un massimo di tre giorni) gli scavi. Nonostante il Codice Minerario riconoscesse a chiunque il diritto alla apertura di una miniera (alla distanza minima di 20 metri dalle preesistenti), obbligava lo scopritore a non sospendere i lavori per più di un mese e tre giorni, pena la perdita di ogni diritto sul giacimento scoperto.

## Monetazione

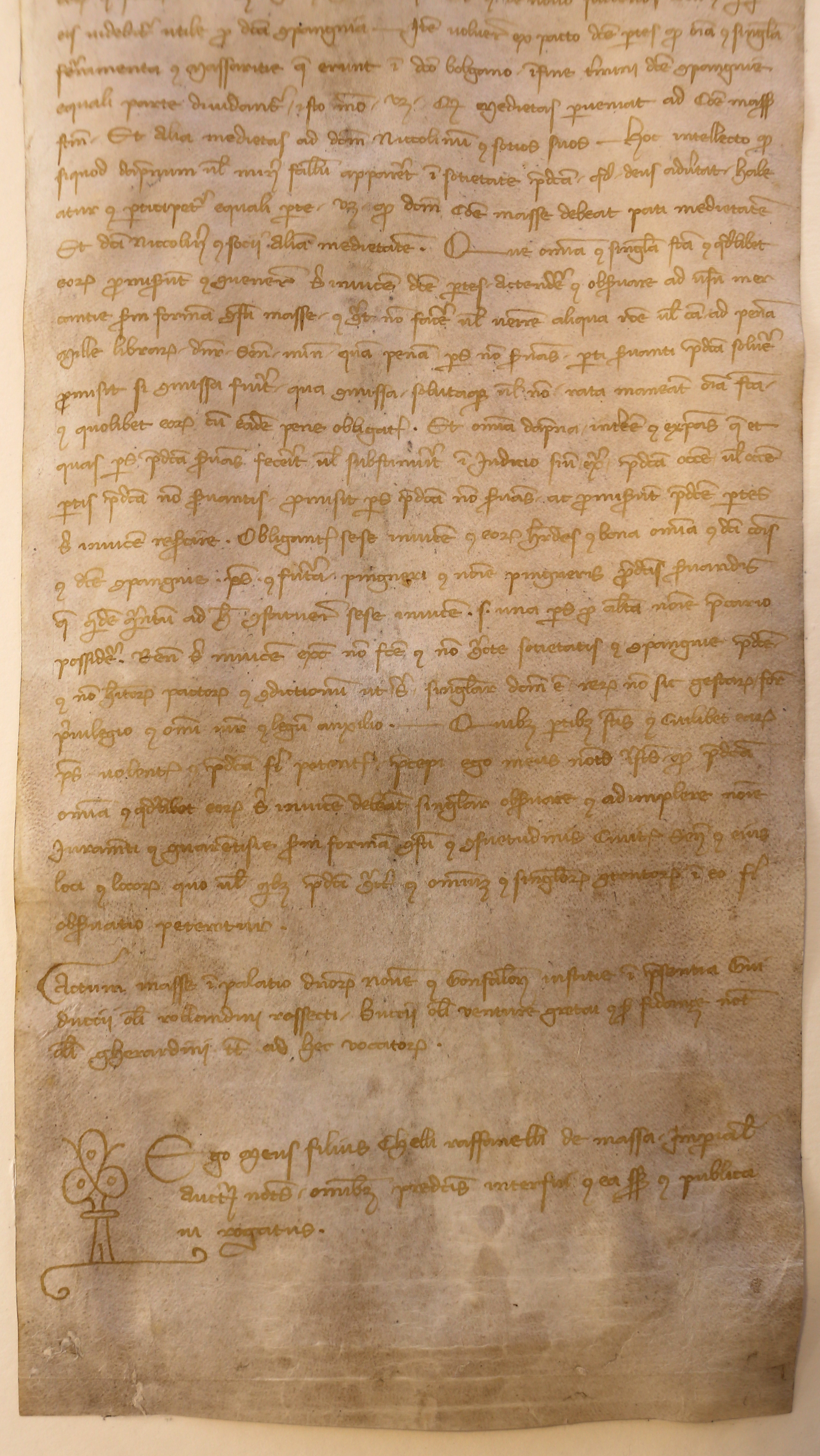
L'atto di istituzione della zecca di Massa di Maremma dell'11 aprile 1317, con il rogito di ser Meo di Chello Raffanelli ed il rappresentante del comune Muccio del fu Buonaventura Scussetti.

### Zecca di Massa di Maremma
In seguito alla grande crescita commerciale che coinvolse Massa nel XIII secolo, venne deciso di battere moneta propria come veniva già fatto da tempo nelle altre repubbliche toscane. L'11 aprile 1317, nel palazzo comunale, venne steso un contratto tra alcuni componenti della famiglia Benzi, ricchi mercanti senesi dell'Arte della Lana, rappresentata da Niccolino di Giacomino ed il Comune di Massa, rappresentato dal sindaco Muccio del fu Buonaventura Scussetti, per dar vita ad una società avente lo scopo di battere moneta. I Benzi si impegnavano a fornire l'attrezzatura necessaria alla apertura della zecca massetana mentre il Comune di Massa si impegnava ad acquistare un edificio da mettere a disposizione della nascente Zecca. Dal contratto si evince che per i compensi relativi alla battitura, per le caratteristiche ponderali e per il titolo delle monete massane si presero ad esempio quelli in vigore nella zecca senese. 

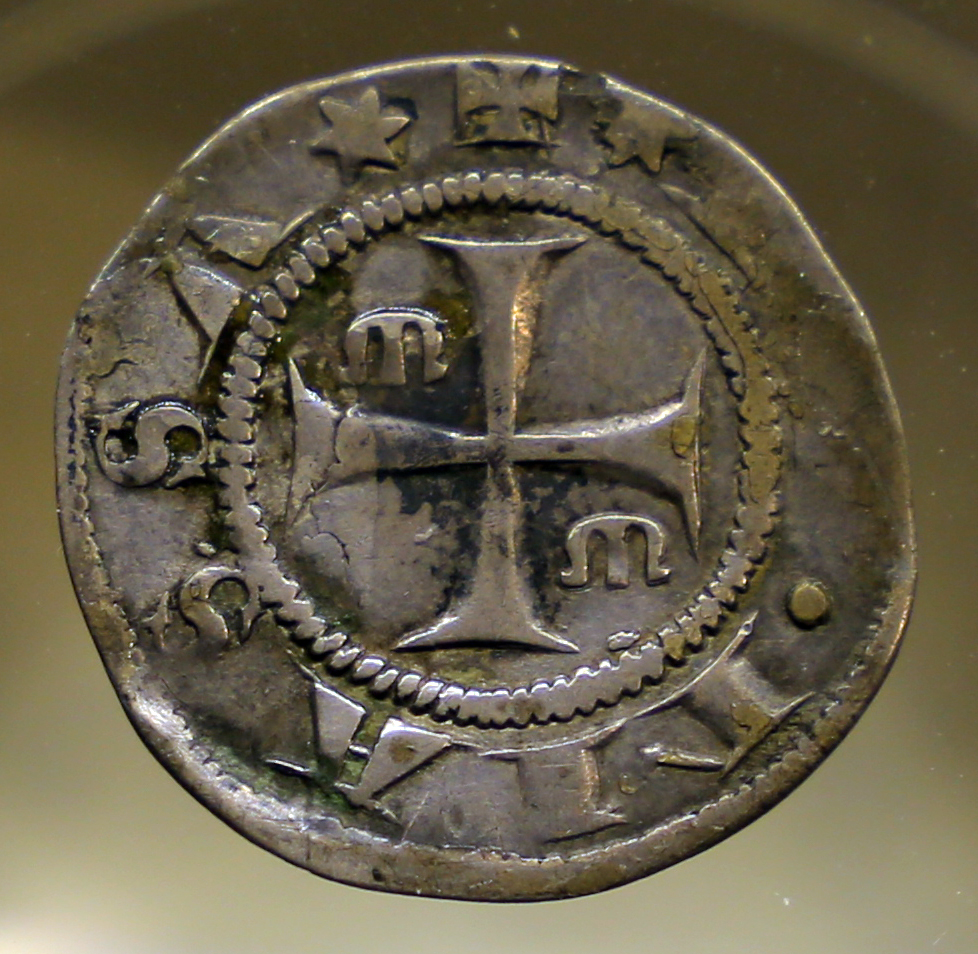
Lato diritto del Grosso agontano massano da 20 denari (1317-1318).

Venne stabilito che i cittadini massetani che fossero stati proprietari di miniere d'argento, avrebbero dovuto portare il loro metallo alla nascente zecca comunale per ottenere l'equivalente in moneta, a cui veniva sottratta una piccola percentuale usata per il sostentamento dei costi della zecca. Il profitto generato da questo meccanismo sarebbe andato in parte allo zecchiere ed in parte al comune di Massa.
La zecca della Repubblica Massetana si trovava nella Palazzina della Zecca (nella attuale via Norma Parenti) e fu sicuramente attiva per un anno, fino al maggio del 1318. Si hanno comunque documentazioni di pagamenti effettuati in moneta massetana fino alla fine del 1319.

### Monete massetane
La zecca fu aperta per autorità del Comune con il proposito di coniare tre tipi di monete: il grosso d'argento da venti denari, il grossetto d'argento da sei denari e il denaro piccolo in mistura. Attualmente si conoscono due varianti del denaro grosso, tre varianti del denaro Piccolo e nessun grossetto, che risulta anche assente nella circolazione monetaria dell'epoca. Probabilmente fu deciso di non coniarlo per la poca fortuna che aveva avuto la coniazione di questa tipologia monetale in altre città. 
Per evitare possibili divergenze con l'alleato senese si decise di utilizzare peso e lega equivalenti alle monete prodotte a Siena, così da permettere il loro normale utilizzo nelle transazioni con le nazioni confinanti. 
Il Grosso massano si inserisce quindi in un periodo in cui la monetazione argentea era già nella sua parabola discendente. Infatti dal 1252, anno di coniazione del Fiorino d'oro, la monetazione aurea si sostituì a quella argentea, affermandosi nelle grandi transazioni internazionali e nazionali, limitando di fatto le monete d'argento (minerale di cui era ricco il territorio di Massa) al pagamento delle somme più piccole. 
Le monete massetane di cui oggi si ha testimonianza sono: il Grosso agontano massano da 20 denari ed il Denaro piccolo.
- Grosso agontano massano da 20 denari: Il grosso agontano massano da 20 denari reca nel campo del dritto una croce patente in corona rigata accantona nel primo quarto e nel suo opposto da M gotiche. Localmente si pensa che queste due M stiano a significare Massa Metallorum ovvero "Massa dei metalli". Nella legenda invece sono presenti due stelle a sei punte a corpo cerchiato pieno ai lati di una piccola croce patente e la scritta DE • MASSA. Il lato rovescio reca invece nel campo l'effigie di San Cerbone, patrono di Massa, nimbato e con mitra in corona rigata. La legenda del rovescio invece reca + S' • CE RBON', con la lettera C aperta e la lettera N rovesciata[39].
- Denaro piccolo: Una delle tre varianti del denaro piccolo in mistura reca nel campo del dritto una M gotica in una corona rigata e nella legenda + DE • MASSA, con una stella a cinque punte a corpo cerchiato cavo. Invece il lato di rovescio reca nel campo il busto di San Cerbone, protettore della città, nimbato e mitrato, rappresentato mentre benedice con la mano destra, il tutto in corona rigata. La legenda di rovescio reca + *S*CERBON'*, con la lettera C chiusa e la lettera N rovesciata[34][40].